# 濵尾咲綺
濵尾 咲綺（はまお さき、2004年1月12日 - ）は、日本のファッションモデル。神奈川県出身。MALLOW st.所属。ファンネームは「さきふぁみ」。

## 略歴
「第20回ニコラモデルオーディション」でグランプリを受賞し、ニコラ専属モデルとなる。MelTVとニコラのコラボレーションで実施された、ニコラの次世代エースモデルを選抜するプロジェクト「Top of nicola MODEL」（TNM）で第3位を獲得する。上位3名の青井乃乃、若林真帆、濵尾は、『ニコラ』（2019年6月号、新潮社）の表紙を飾った。最上級生の高校1年生でニコラ生徒会副会長を務める。
映画『あのコの、トリコ。』で映画初出演。映画『L♥DK ひとつ屋根の下、「スキ」がふたつ。』、ドラマ『健康で文化的な最低限度の生活』（関西テレビ）に出演、モデル活動と平行して女優としても活動する。
『NHK高校講座 ビジネス基礎』（NHK E・ラジオ第2）にレギュラー出演。番組中では、前野朋哉と寸劇を演じている。
2020年、トップコートを5月30日で退所。同年12月 MALLOW st.に移籍。

## 人物
- ニコラの企画で経文を唱えながら滝に打たれる修行では、その冷たさに苦しんだが、後には良い経験だったと思うようになった[9][12]。
- デンソーのCMに出演中、同社の工場を訪れたが、その後、「東京モーターショー2019」の会場では、同工場のモータージェネレーター製造工程をAR見学した[13][14][15]。
- 特技はダンス[2]。ニコラTVの「踊ってみた。」企画でダンスメンバーに選ばれ、BLACKPINKの「Don't Know What To Do」とPRODUCE 48の「NEKKOYA (PICK ME)」を踊った[16]。
- 好きなキャラクターは、カカオフレンズの「アピーチ」と防弾少年団のVがデザインしたBT21の「TATA」[17][18]。

## 出演

### 映画
- あのコの、トリコ。（2018年10月5日）[5][19][20]
- L♥DK ひとつ屋根の下、「スキ」がふたつ。（2019年3月21日） - ハルナ 役[10][21]
- 水深ゼロメートルから（2024年5月3日） - ココロ 役[22]

### テレビドラマ
- 健康で文化的な最低限度の生活 第2話（2018年7月24日、フジテレビ）[11]
- 魔法×戦士 マジマジョピュアーズ! 第6話 - 夢乃サラ 役（2018年5月6日、テレビ東京）

### 舞台
- 水深ゼロメートルから（2021年11月3日-7日、「劇」小劇場）

### テレビ番組
- NHK高校講座 ビジネス基礎（2019年4月 - 、NHK Eテレ）[2][23]

### CM
- デンソー 「DENSO WORLD発見」編（2019年）[13][24][25]
- 日向坂46 新メンバーオーディション自問自答編（2022年）

## 書籍

### 雑誌
- nicola（2016年10月号 - 2020年5月号、新潮社） - 専属モデル[1]